# Carme Mateu Quintana
Carme Mateu Quintana (* 28. Februar 1936 in Barcelona; † 23. Januar 2018 ebenda) war eine katalanische Kunstmäzenin. Sie war Präsidentin der Associació Cultural del Castell de Peralada, die die Schlossanlage von Peralada betreibt, und Organisatorin des Internationalen Musikfestivals von Peralada. Carme Mateu war die Tochter des Industriellen, Politikers und Barcoleneser Bürgermeisters Miquel Mateu i Pla sowie die Enkelin des Barcoloneser Industriellen Damià Mateu i Bisa.

## Leben und Werk
Damià Mateu i Bisa, der unter anderem die Firma La Hispano-Suiza mitgegründet hatte, hatte 1923 auch das Schloss Peralada gekauft und restauriert. Carmen Mateu erbte dieses Anwesen von ihrem Vater und organisierte dort über die Stiftung Associació Cultural del Castell de Peralada unter anderem das Internationale Klassik-Musik-Festival von Peralada sowie die im Schloss integrierten Museen und die Bibliothek.
Sie heiratete 1957 den Geschäftsmann Artur Suqué i Puig, den Gründer der Firma Inverama - Casinos de Catalunya. Aus dieser Ehe gingen drei Kinder, Isabel, Javier und Miguel, hervor. Diese leiten heute, nach dem Tod Carme Mateus im Januar 2018, gemeinsam die Stiftung Associació Cultural del Castell de Peralada.
Carme Mateu erhielt zahlreiche Auszeichnungen. Im Jahr 2000 wurde sie mit dem Creu-de-Sant-Jordi der katalanischen Regierung für außerordentliche Leistungen im Bereich der Kultur ausgezeichnet. 2009 erhielt sie die Goldmedaille des Cercle del Liceu in Barcelona. Die spanische Regierung verlieh ihr 2017 die Goldmedaille im Bereich der Schönen Künste.